# Friedrich August Georg Bitter
Prof. Friedrich August Georg Bitter (Bremen, 13 de agosto de 1873-Bremen, 30 de julio de 1927) fue un botánico, pteridólogo, micólogo, y liquenólogo alemán.
Bitter estudió en Jena, Múnich y Kiel. Trabajó intensamente en Bremen, donde fue director del "Jardín botánico", en 1905. Luego fue profesor en la Universidad de Gotinga y también director de su jardín botánico.
Trabajó en la obra Die natürlichen Pflanzenfamilien de Adolf Engler y de Carl Prantl especialmente en las familias Marattiaceae, Ophioglossaceae en el tomo I. 4 de 1900. Bitter también fue coautor de la 8.ª edición con Bruno Schütt Flora de Bremen y de Oldenburg de F.G.P. Buchenau.

## Obra
- Die Gattung Acaena. 1910–1911
- Solana africana. 1910–1911
- Flora von Bremen und Oldenburg. 1927

## Honores

### Eponimia
Género
- (Cyperaceae) Bitteria Börner[1]

Especies
- (Asteraceae) Xanthium × bitteri P.Fourn.[2]

- (Crassulaceae) Kalanchoe bitteri Raym.-Hamet & H.Perrier[3]

- (Solanaceae) Athenaea bitteriana Werderm. ex Diels[4]

- (Solanaceae) Lycianthes bitteriana (Symon) A.R.Bean[5]

- (Solanaceae) Solanum bitterianum Symon[6]

- (Solanaceae) Solanum bitteri Hassl.[7]

- La abreviatura «Bitter» se emplea para indicar a Friedrich August Georg Bitter como autoridad en la descripción y clasificación científica de los vegetales.[8]

## Fuente
- Robert Zander, Fritz Encke, Günther Buchheim, Siegmund Seybold. 1984. Handwörterbuch der Pflanzennamen Ed. Ulmer Verlag, Stuttgart. ISBN 3-8001-5042-5